# 王绹 (1074年)
王绹（1074年—1137年），字唐公，宋朝政治人物。王审琦五世孙。
官御史中丞，王绹弹劾李纲“经年不赴贬所”。建炎二年十一月四日，李纲被貶謫萬安軍（海南島）。王绹任御史中丞時，每骑马出門，“坐一退毛旧狨”，被称为“退毛中丞”。官参知政事，建炎四年五月己卯罢参知政事。有子王襄。有子王陔